# Nicholas Galitzine
Nicholas Galitzine   (Londres, 28 de setembre de 1994) és un actor anglès conegut pels seus papers a les pel·lícules High Strung (2016), Handsome Devil (2016), Cinderella (2021) i Purple Hearts (2022).

## Biografia
El seu pare, Geoffrey Galitzine, és un emprenedor descendent d'una família de la noblesa russa que es va refugiar a Anglaterra a causa del terror roig i la seva mare Lora és greco-estatunidenca.
Va estudiar en una escola de nois a Dulwich, al sud de Londres. Durant la infantesa jugava a futbol i a rugbi i va formar part d'una companyia de teatre juvenil.
Va començar la seva carrera interpretativa el 2014 a la pel·lícula The Beat Beneath My Feet, amb Luke Perry. Va cantar algunes de les cançons de la banda sonora de la pel·lícula. L'any següent va debutar a la televisió apareixent en un episodi de la sèrie Legends. El 2016 va interpretar un violinista jove que toca en una estació de metro a la pel·lícula dramàtica High Strung, i un estudiant jove que amaga la seva homosexualitat a la comèdia dramàtica irlandesa Handsome Devil. Va interpretar un paper a la pel·lícula de misteri neozelandesa The Changeover (2017) i al telefilm The Watcher in the Woods (2017), amb Anjelica Huston.
El 2019 va aconseguir un paper important a la sèrie de terror de Netflix Chambers. Aquell mateix any també va aparèixer a la pel·lícula dramàtica Share. El 2020 va interpretar el paper de Timmy, un adolescent bisexual, a The Craft: Legacy, la seqüela de Joves i bruixes, i el 2021 va fer de príncep Robert a Cinderella, on va participar en set cançons de la banda sonora.
El 2022 es va anunciar que tindria un dels papers principals, interpretant el príncep Enric de Gal·les, a l'adaptació cinematogràfica de la novel·la romàntica Red, White, & Royal Blue, on també hi participaria Taylor Zakhar Perez. El seu primer disc senzill, Comfort, es va estrenar el 24 de juny de 2022. El 29 de juliol d'aquell mateix any es va estrenar la pel·lícula de Netflix Purple Hearts, on hi interpreta el paper protagonista.

## Filmografia

### Pel·lícules
| Any  | Títol                       | Paper             | Notes |
| ---- | --------------------------- | ----------------- | ----- |
| 2014 | The Beat Beneath My Feet    | Tom               |       |
| 2016 | High Strung                 | Johnnie Blackwell |       |
| 2016 | Handsome Devil              | Conor Masters     |       |
| 2017 | The Changeover              | Sorensen Carlisle |       |
| 2019 | Share                       | A.J.              |       |
| 2020 | The Craft: Legacy           | Timmy             |       |
| 2021 | Cinderella                  | Príncep Robert    |       |
| 2022 | Purple Hearts               | Luke Morrow       |       |
| 2023 | Bottoms                     | Jeff              |       |
| 2023 | Vermell, blanc i sang blava | Príncep Enric     |       |
| 2024 | Imaginar-te                 | Hayes Campbell    |       |

### Televisió
| Any  | Títol                    | Paper           | Notes                                    |
| ---- | ------------------------ | --------------- | ---------------------------------------- |
| 2015 | Legends                  | Angelo          | Episodi: "The Legend of Terrence Graves" |
| 2017 | The Watcher in the Woods | Mark Fleming    | Telefilm                                 |
| 2019 | Chambers                 | Elliott Lefevre | Paper principal; 10 episodis             |
| 2024 | Mary & George            | George Villiers | Protagonista: 7 episodis                 |